# Wu Xiaole
Dans ce nom chinois, le nom de famille, Wu, précède le nom personnel Xiaole.
Œuvres principales
- Votre enfant n'est pas votre enfant (2014)

Wu Xiaole (chinois traditionnel : 吳曉樂), née en 1989 à Taichung (Taïwan) est une écrivaine taïwanaise de romans et de prose, qui se concentre sur le thème de la parentalité.

## Biographie
Née en 1989 à Taichung, Taïwan, elle est diplômée du lycée pour filles de Taichung et du département de droit de l'université nationale de Taïwan.
Pendant ses études, elle travaille comme tutrice à temps partiel et se familiarise avec divers problèmes d'éducation familiale, des thèmes qu'elle reprend ensuite dans ses œuvres.
Sa nouvelle Your Child Is Not Your Child (chinois : 你的孩子不是你的孩子) est un recueil d'histoires sur des élèves scolarisés à domicile. Ce travail lui permet d'explorer la parentalité dans la société taïwanaise. Il a été adapté en série télévisé sous le nom de On Children, avec une première diffusion le 7 juillet 2018.
En 2023, elle publie avec l'illustratrice Monday Recover Have I Found You?, un manhua au format webtoon. Il s'agit de la première bande dessinée taïwanaise sur le thème de la leucémie. Les deux autrices s'appuient sur le travail de médecins et experts. En mai 2025, le titre parait en France aux éditions Nazca.

## Œuvres

### Romans
- 2014 : Votre enfant n'est pas votre enfant : histoires de familles kidnappées par les examens. Témoignages d'une association de parents d'élèves (chinois : 你的孩子不是你的孩子：被考試綁架的家庭故事 一位家教老師的見證)
- 2018 : L'enfant de la haute société (chinois : 上流兒童)
- 2020 : Nous n'avons pas de secrets (chinois : 我們沒有祕密)
- 2021 : Accès fatal (chinois : 致命登入)
- 2023 : Ces filles n'arrivent pas (chinois : 那些少女  沒有抵達)

### Manhuas
- 2023 : Have I Found You? By your blood (chinois : Have I found You? 與你的血緣). Avec Monday Recover aux illustrations. Paru en France aux éditions Nazca.